# Nimbus Records
Pour les articles homonymes, voir Nimbus.
Nimbus Records est un label discographique britannique de musique classique, basé à Ganarew, dans le Herefordshire. Fondée en 1972, elle est la première à publier des CD au Royaume-Uni.
Nimbus Records a publié également des disques d'archives vocales dans sa collection Prima Voce (notamment Alessandro Bonci, Kirsten Flagstad, Conchita Supervía, Luisa Tetrazzini, Helge Rosvaenge, Vladimir Kastorsky, Fédor Chaliapine…) et de la musique traditionnelle, essentiellement centrée sur l'Inde (Ram Narayan, Imrat Khan, Hariprasad Chaurasia, L. Subramaniam, Sulochana Brahaspati (en)…).

## Histoire
Nimbus est fondée en 1972 par le chanteur Numa Labinsky et les frères Michael et Gerald Reynolds, et est traditionnellement basée sur le site du manoir Wyastone Leys, près de Monmouth et de la frontière entre l'Angleterre et le Pays de Galles. Un aspect technique essentiel de la philosophie d'enregistrement de la société est l'adoption précoce du système de son surround Ambisonic inventé par un groupe de chercheurs britanniques, dont le mathématicien et ingénieur du son Michael Gerzon. Les enregistrements sont réalisés à l'aide d'un réseau de microphones à point unique mis au point par le Dr Jonathan Halliday, ce qui équivaut à une forme de microphone de champ sonore, encodés au format UHJ Ambisonic à deux canaux compatible avec la stéréophonie et diffusés sur des supports stéréo conventionnels.
Un décodeur Ambisonic est nécessaire pour profiter de ces enregistrements dans leur forme la plus authentique, celle du son surround. Ces décodeurs n'ont jamais été largement disponibles, de sorte que les enregistrements Nimbus sont généralement perçus comme des UHJ non décodés, qui sont compatibles avec une reproduction stéréo normale.
Un important sous-label de Nimbus Records est la série vocale Prima Voce. Ce label est spécialisé dans le transfert de disques vocaux sur 78 tours datant de 1900. La méthode de transfert implique l'utilisation d'aiguilles à épines et d'un cornet acoustique géant sur un gramophone soigneusement restauré. Aucun traitement électronique n'est utilisé : au lieu de cela, le gramophone est placé dans un environnement de salon et enregistré en ambisonie, en son surround, à partir d'une position d'écoute typique. Bien que controversée, cette technique permet d'obtenir des résultats remarquablement réalistes, en particulier pour les enregistrements réalisés « acoustiquement » avant l'arrivée des microphones de studio en 1925.
Nimbus Records est la première entreprise à réaliser le mastering et le pressage de CD au Royaume-Uni, et développe et vend du matériel à cet effet. Elle est intégrée au Mirror Group en 1987. Après la disparition de Robert Maxwell, la société d'équipement est scindée et les droits de propriété intellectuelle du catalogue Nimbus Records sont finalement rachetés par les propriétaires initiaux sous le nom de Wyastone Estate Limited. Wyastone Estate exploite le Wyastone Business Park, le Wyastone Concert Hall et la Nimbus Foundation, Nimbus Records et Nimbus Disc on Demand. Ce dernier est une capacité de fabrication de disques en petite série qui permet à Nimbus Records de mettre à la disposition des acheteurs de disques la quasi-totalité de son catalogue d'enregistrements depuis les temps les plus reculés.